# مونتي بايثون والكأس المقدسة
مونتي بايثون والكأس المقدسة (بالإنجليزية: Monty Python and the Holy Grail)‏ هو فيلم كوميدي إنجليزي صدر عام 1975 بالمملكة المتحدة من بطولة وتأليف غرهام تشابمان Graham Chapman وجون كليز John Cleese وإخراج تيري غليام Terry Gilliam وتيري جونز Terry Jones.

## القصة
يتناول الفيلم بإسلوب ساخر جدًا قصة واحدة من أهم الأيقونات في الميثولوجيا البريطانية وهي الملك آرثر وفرسان الطاولة المستديرة وقد عزموا البحث مع ملكهم عن الكأس المقدسة.

## طاقم التمثيل
الطاقم عبارة عن فرقة كوميدية بريطانية اختارت لنفسها اسم مونتي بايثون Monty Python ـ وقد ذكرنا بأعلى بعضًا من أفرادها ـ اجتمعت لأول مرة عام 1969 لتقديم مسلسل سيرك ماونتي بايثون الطائر وقد عرض على بي بي سي. لم يكتف المسلسل المكون من 45 حلقة بالسخرية من الرموز السياسية والاجتماعية بل تجاوز ذلك إلى السخرية من العائلة المالكة والرموز الدينية في حالة إبداعية كوميدية فريدة من نوعها. بعد نجاهم في التلفزيون تحولوا إلى السينما فأخرجوا الفيلم الذي نحن بصدده وفيلمًا آخر بعنوان لنأخذ شيئًا جديدًا كليًا.

## ردود الأفعال
نجح الفيلم في احتلال المرتبة 88 من في قائمة أفضل 250 فيلم أجنبي. كما يتمتع بتقييم عالي على موقع قاعدة بيانات الأفلام على الإنترنت

## وصلات خارجية
- مونتي بايثون والكأس المقدسة على موقع IMDb (الإنجليزية)
- مونتي بايثون والكأس المقدسة على موقع ميتاكريتيك (الإنجليزية)
- مونتي بايثون والكأس المقدسة على موقع الموسوعة البريطانية (الإنجليزية)
- مونتي بايثون والكأس المقدسة على موقع روتن توميتوز (الإنجليزية)
- مونتي بايثون والكأس المقدسة على موقع نتفليكس (الإنجليزية)
- مونتي بايثون والكأس المقدسة على موقع قاعدة بيانات الأفلام العربية
- مونتي بايثون والكأس المقدسة على موقع ألو سيني (الفرنسية)
- مونتي بايثون والكأس المقدسة على موقع Turner Classic Movies (الإنجليزية)
- مونتي بايثون والكأس المقدسة على موقع أول موفي (الإنجليزية)
- مونتي بايثون والكأس المقدسة على موقع بوكس أوفيس موجو (الإنجليزية)